# Brian Haselgrove
Brian Haselgrove   (Chingford, 26 de setembre de 1926 - Manchester, 27 de maig de 1964) va ser un matemàtic anglès.

## Vida i obra
Nascut als afores de Londres, va estudiar en una escola a prop d'Exeter, perquè el govern britànic, durant la Segona Guerra Mundial, havia confiscat la casa familiar a Frinton-on-Sea, a la costa est d'Anglaterra. Va estudiar matemàtiques a la universitat de Cambridge i s'hi va doctorar el 1951, especialitzant-se en teoria de nombres. Va ser professor de la universitat de Cambridge fins al 1956, quan va passar a la universitat de Manchester. Els darrers anys de la seva vida va patir dolors provocats per un tumor cerebral del qual va morir el 1964.
Degut a la seva malaltia i a la seva curta vida Haselgrove no va publicar molts articles científics. Però, entre ells, en destaquen dos d'importants: el 1958 va demostrar la falsedat de la conjectura de Pólya i el 1961 va publicar, en col·laboració amb Jeffrey Miller, una taula amb els 1.600 primers zeros de la funció zeta de Riemann amb una precisió de sis decimals, confirmant la hipòtesi de Riemann de que tots ells tenien mòdul real {\displaystyle {\frac {1}{2}}}.
Es va casar amb la també matemàtica Jennifer Wheildon Brown, qui va utilitzar els seus cognoms de casada: primer Jenifer Haselgrove i, després, Jenifer Leech, en casar-se amb el matemàtic John Leech.